# Har Pu'a
Har Pu'a (hebrejsky: הר פועה) je vrch o nadmořské výšce 700 metrů v Izraeli, v Horní Galileji.
Nachází se cca 1,5 kilometru jihovýchodně od vesnice Bar'am, 2 kilometry severozápadně od obce Kerem Ben Zimra a cca 10 kilometrů severoseverozápadně od Safedu. Má podobu hřbetu, který vystupuje z rozsáhlejšího komplexu paralelně probíhajících terénních nerovností, které vyplňují krajinu mezi vesnicí Kerem Ben Zimra a kaňonem vádí Nachal Dišon. Do něj ústí na jižním okraje Har Pu'a boční vádí Nachal Guš Chalav. Povrch těchto kopců je z větší části zalesněný. Na jihovýchodním okraji této lokality dosahují nadmořské výšky 745 metrů.